# BK Skonto Rīga
Il Basketbola klubs Skonto Rīga è stato una società di pallacanestro maschile lettone di Riga, esistente dal 2001 al 2004.
Il club partecipò alla massima divisione del campionato lettone, giocando le partite casalinghe al Rīgas sporta manēža.

## Storia
Il BK Skonto Rīga fu fondato nel 2001 dal presidente del Skonto Football Club Guntis Indriksons e dalla leggende del nasket Valdis Valters.
Nel 2004 il presidente del club annunciò che non avrebbe più supportato la squadra, così il BK Skonto cessò di esistere.